# Rifu
Rifu (利府町 Rifu-chō?) är en landskommun (köping)  i Miyagi prefektur i Japan med cirka 35 000 invånare.

## Sport
Här finns fotbollsarenan Miyagi Stadium., som användes vid VM 2002.

## Bilder

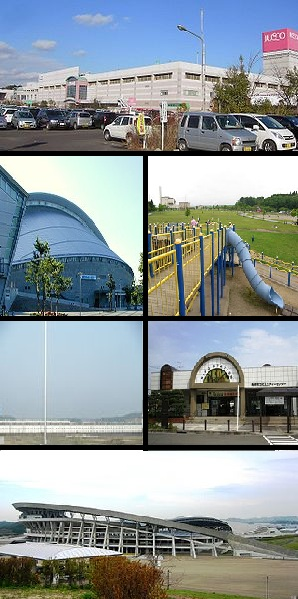
Rifu